# Phlegra tristis
Phlegra tristis là một loài nhện trong họ Salticidae.
Loài này thuộc chi Phlegra. Phlegra tristis được Roger de Lessert miêu tả năm 1927.